# Thalpius
Thalpius is een naam uit de Griekse mythologie. Hij was een van de leiders van de Epeïers tijdens de Trojaanse Oorlog en de zoon van Eurytus.